# Glutaraldeído
O glutaraldeído, glutaral, aldeído glutárico, pentano-1,5-dial ou 1,5 pentanodial é um dialdeído saturado, com um odor pungente, usado em desinfetantes e esterilizantes ambulatoriais e hospitalares. Possui fórmula química C5H8O2.
Embora seja usado em ambiente médico, é tóxico, causando severas irritações nos olhos, nariz, garganta e pulmões, juntamente com cefaleias, sonolências e vertigens.
O glutaraldeído é um líquido oleoso a temperatura ambiente (densidade 1.06 g/mL), e miscível com água, álcool, e benzeno. É usado como um fixador de tecidos em microscopia eletrônica. É empregado como um fluido de embalsamamento, é um componente de soluções de curtimento de couros, e ocorre como um intermediário na produção de certos produtos químicos industriais. O glutaraldeído é frequentemente usado em aplicações bioquímicas como um reativo para aminas homobifuncional reticulador ("cross-link"). O estado oligomérico de proteínas pode ser examinado através desta aplicação.
Glutaraldeído monomérico pode polimerizar por reação de condensação aldólica produzindo poli-glutaraldeído insaturado alfa,beta. Esta reação usualmente ocorre em valores de pH alcalinos.

## Introdução
O glutaraldeído é um agente desinfetante bactericida que apresenta rápida e efetiva ação contra bactérias gram-positivas e gram-negativas. É eficaz contra Mycobacterium tuberculosis, alguns fungos e vírus, incluindo os da hepatite B e HIV. É lentamente efetivo contra esporos .
O glutaraldeído é uma molécula simples que possui cinco carbonos com grupos de aldeídos em cada extremidade: 
OCH—CH2—CH2—CH2—CHO
Como tal, ele é classificado como um dialdeído alifático. Nenhuma Qualquer geração proposta de formaldeído, i.e.,  
HCHO
envolveria necessariamente a divisão de um ou ambos os grupos de carbonila do restante da molécula. Esta reação é conhecida como descarbonilação. Mais especificamente, esta divisão teria de resultar na formação de formaldeído em oposição ao simples monóxido de carbono. A última seria uma reação de desformilação. 
1. É bem conhecido que “aldeídos simples não sofrem esse tipo de reação, como não o fazem outros aldeídos que prontamente sofrem condensações aldólicas ou reação de Cannizzaro sob condições de desformilação”(1). O glutaraldeído sofre condensações aldólicas mesmo sob condições muito menos alcalinas do que aquelas necessárias para a desformilação. Portanto, o glutaraldeído não contém tampouco se degrada em formaldeído.

1. Mesmo que uma descarbonilação ocorresse, um íon de formiato seria liberado da molécula em vez de formaldeído:

RCHO + OH¯ ----> RH + HCO2¯
O íon de formiato é muito reagente para suportar as condições necessárias para a desformilação e seria convertido em outros produtos mesmo que viesse a ser produzido.

## Características físico-químicas do produto
O glutaraldeído é um dialdeído, alifático de baixo peso molecular, líquido, miscível em água, álcool e solventes orgânicos, ácido (pH de 3 a 4). Na temperatura ambiente é incolor com odor pungente. Normalmente, a solução é a 2%, requerendo bicarbonato de sódio para ativar solução por meio de alcalinização a pH 7,5 a 8,5 (Drugdex, 2007; appud Anvisa 2007). 

## Aplicação e precauções de uso
A solução a 2%, em pH 8 (glutaraldeído ativado/alcalino) é utilizado para a desinfecção e esterilização de instrumentos, como endoscópios, instrumentos odontológicos, equipamentos de borracha ou plástico e outros que não podem ser submetidos ao calor (Martindale, 2007; appud Anvisa 2007 WHO, 2004; appud Anvisa 2007). O Glutaraldeído 2% é não corrosivo para a maioria de materiais. Conforme algumas referências da literatura, a solução requer 20 minutos de exposição para efetivar o alto nível de desinfecção (Martindale, 2007; WHO, 2004). No entanto, para os produtos para registrados no Brasil (Portaria nº. 15/88), deve ser feita a imersão completa do instrumental, submetido à limpeza prévia, na solução diluída por no mínimo 30 minutos. Período superior a 2 horas pode ser necessário para alguns instrumentais, como broncoscópios com possível contaminação por micobactérias; enxaguar em água estéril ou álcool após a desinfecção (Martindale, 2007; appud Anvisa 2007 WHO, 2004; appud Anvisa 2007). A esterilização de instrumentos limpos, imersão em solução ativada deve ocorrer por período superior a 8 horas; enxaguar com água estéril ou álcool após a esterilização. Recomenda-se reduzir a exposição ocupacional pela correta proteção da pele e pela instituição de medidas para evitar a inalação de vapores do produto (WHO, 2004; appud Anvisa 2007). O problema deve ser minimizado com ventilação adequada da área de manipulação (07 a 15 trocas de ar por hora), uso de recipientes de plásticos e com tampa para imersão dos materiais e equipamentos de proteção individual durante a manipulação, tais como: luvas de borracha (butílica/nitrílica/polietileno/viton) que, segundo Rutala, deve-se usar dupla luva ou troca a cada 10 minutos quando usada apenas uma luva para manipular o glutaraldeído, óculos e máscaras próprias para vapores orgânicos (APIC, 2000; appud Anvisa 2007 CDC, 2001; appud Anvisa 2007). Os níveis de glutaraldeído no ambiente devem ser avaliados pelo Serviço de Segurança do Trabalho, visto que, o limite máximo aceitável da solução no ar é de 0,2 ppm, acima 6 desta concentração pode ocorrer irritação dos olhos, nariz ou garganta (APIC, 2000; appud Anvisa 2007 CDC, 2001; appud Anvisa 2007 WHO, 2004; appud Anvisa 2007). 
Para que sua ação seja efetiva, devemos ter uma série de cuidados:
- Observar sua coloração a qual é esverdeada e a presença de matéria orgânica em suspensão após uso;

- Deve ser observada a validade do produto após diluição conforme fabricante, normalmente é de 14 ou 28 dias;

- O recipiente utilizado para acondicionar a solução ativada de glutaraldeído deverá possuir tampa e ser mantido fechado;

- O material que será imerso deverá ser previamente lavado rigorosamente, enxaguado e estar seco para evitar a contaminação da solução ou alteração de sua concentração devido à presença de água no material a ser imerso;

- Anotar a hora em que foi submerso e retirar para desinfecção após trinta minutos ou conforme orientação do fabricante; no caso de esterilização normalmente o tempo utilizado é de 8 a 10 horas;

- O recipiente o qual acondiciona a solução de glutaraldeído ativada deverá ser identificado com data de ativação e de preferência o profissional que a preparou.

Um estudo patrocinado pela Community Alliance for Health Research (CAHR) e conduzido por pesquisadores da University of British Columbia (UBC) avaliou o impacto negativo que o uso do glutaraldeido tem trazido à saúde dos trabalhadores que o manipulam, como dermatite e problemas respiratórios como a asma ocupacional e sugere o uso do ácido peracético como uma escolha mais segura à saúde dos trabalhadores.

## Efeitos adversos
Considerando a avaliação do produto em serviços de saúde, a Organização Mundial de Saúde relata que os efeitos adversos mais comuns decorrentes da exposição ocupacional: náusea, cefaleia, obstrução das vias aéreas, asma, renite, irritação dos olhos, dermatite e descoloração da pele (WHO, 2004; appud Anvisa 2007).Concluiu-se que, quando se usar glutaraldeído, trabalhadores devem adotar precauções apropriadas para proteger a pele e deve evitar a inalação de vapor (Burge, 1989 appud Anvisa 2007). As principais manifestações clínicas de toxicidade do Glutaraldeído consistem na irritação dos olhos, pele e mucosas. A exposição pode induzir asma em alguns indivíduos e causar dermatite de contato (Poisindex, 2007 appud Anvisa 2007). A exposição humana a vapores tem sido associada à ocorrência de coriza, epistaxe, dor de cabeça, asma, dor no peito, palpitação, taquicardia, náusea e vômito. Outros sintomas podem ocorrer como tosse, renite, dificuldade respiratória e lacrimejamento (Poisindex, 2007 appud Anvisa 2007). A Agência de Saúde Ocupacional dos USA e a Agência Internacional para a Investigação do Câncer têm classificado o glutaraldeído, segundo a sua toxidade, como um agente não mutagênico, não cancerígeno e sem toxidade sistêmica (Van Lente F et al, 1975 appud Anvisa 2007; Rutala WA, 1996 appud Anvisa 2007; Ballantyne B, 2001 appud Anvisa 2007). Porém pode ser considerado um agente químico muito irritante e sensibilizante de pele e mucosas ocular e respiratória em condições ambientais desfavoráveis. A ingestão de soluções contendo aldeídos pode causar dor intensa, com inflamação, ulceração e necrose de mucosas. Pode ocorrer vômito, hematêmese, diarreia sanguinolenta, hematúria e anúria, acidose metabólica, vertigem, convulsões e perda de consciência e falência circulatória. Em uma revisão de perigos ocupacionais do glutaraldeído, observou-se que diversos estudos mostraram efeitos adversos, incluindo náusea, cefaleia, a obstrução de vias aéreas, asma, renite, irritação do olho e a dermatite, ocorrendo entre os profissionais de saúde expostos ao produto, geralmente em concentrações abaixo dos limites 7 recomendados. As reações da pele eram devidas à hipersensibilidade ou a um efeito irritante direto O risco da exposição ocupacional ao vapor pode ser mais elevado em climas mais elevadas (Mwaniki, 1992 appud Anvisa 2007). Houve relatório do contato ocular acidental, devido ao escapamento da solução glutaraldeído retido em uma máscara anestésica; evoluiu para conjuntivite química moderada (Murray, 1985 appud Anvisa 2007). As soluções concentradas aplicadas à pele causam branqueamento e endurecimento. Dermatites e reações de sensibilidade de contato ocorreram após o uso de concentrações convencionais e após o contato residual em resinas (Health, 1981 appud Anvisa 2007).

## Toxicidade
Existem poucos relatos na literatura de neurotoxidade em humanos, sendo que alguns autores entendem que devido a sua alta reatividade com a matéria viva e sua biodisponibilidade sistêmica nos órgãos-alvo relacionados (trato respiratório, os olhos e a pele) tornam a toxidade ao glutaraldeído negligenciável. Há um intenso debate nos círculos médicos sobre a relação entre a exposição e o desenvolvimento de neurotoxidade, entretanto o assunto permanece controverso. Convulsões e depressão central foram observadas em animais, após a administração venosa (Poisindex, 2007 appud Anvisa 2007). Distúrbios de toxicidade neurológica foram observados em voluntários, sugerindo que há um grupo de indivíduos mais suscetíveis a possíveis efeitos neurotóxicos do glutaraldeído. Exposição a outros alérgicos concomitantemente ou mesmo após a exposição ao saneante pode estar relacionado aos quadros de intoxicação crônica ou surgimento de sintomas recorrentes. Contudo, a exposição do profissional a elevados níveis de vapor do produto pode ocorrer durante o reprocessamento dos artigos em salas mal ventiladas, uso de recipientes abertos, respingos ou derramamento da solução. Onde o serviço de segurança do trabalho deverá avaliar os níveis de glutaraldeído no ambiente.  

### Tratamento de intoxicação
Os dados sobre a exposição humana ao glutaraldeído são limitados. O tratamento dos sintomas consiste na adoção de medidas básicas para a manutenção da vida e são semelhantes aos definidos para o formaldeído e, sobretudo, depende da via e da concentração de exposição (Poisindex, 20077 appud Anvisa 2007). Monitorização laboratorial: Os níveis de bicarbonato e gases sanguíneos devem ser monitorados para o possível desenvolvimento de acidose. A função hepática deve ser monitorada. Se a irritação do trato respiratório ou depressão respiratória forem evidentes clinicamente, monitorar oximetria, raios-X de tórax e testes de função pulmonar (Poisindex, 20077 appud Anvisa 2007). O tratamento de sinais e sintomas na intoxicação, descrito na literatura, é semelhante ao instituído para o formaldeído, baseada na observação e controle de qualquer hemorragia gastrintestinal, ulceração ou perfuração e o suporte é indicado para depressão do sistema nervoso central - SNC - e hipotensão (Poisindex, 2007 appud Anvisa 2007).

#### Exposição por via oral
Em decorrência da potencial irritação gastrintestinal e depressão do SNC e subsequente aspiração, não induzir emese. Os benefícios da remoção imediata de algum material que tenha sido ingerido por lavagem gástrica deve ser avaliado pela potencial complicação, como sangramentos, perfuração ou aspiração (Poisindex, 2007 appud Anvisa 2007). Administrar carvão ativado (30g carvão/240ml água); dose usual 25 a100g em adultos e crianças acima de 12 anos (Poisindex, 2007 appud Anvisa 2007). Hipotensão: infundir 10 a 20ml/kg de solução isotônica. Se persistir, dopamina de 2 a 20mcg/kg/min ou norepinefrina 0,5 a 1mcg/min (Poisindex, 2007 appud Anvisa 2007). Esofagoscopia: deve ser considerada após a ingestão para avaliar a gravidade do sofrimento cáustico (Poisindex, 2007  appud Anvisa 2007). 

#### Exposição por inalação
A principal medida é remover o exposto ao ar fresco e monitorar a sofrimento respiratório. Se a irritação ou depressão do trato respiratório é evidente, monitorar 9 os gases sanguíneos, raios-X de tórax e testes de função respiratória (Poisindex, 2007 appud Anvisa 2007). 

#### Exposição oftalmológica
Lavar com água corrente por 15 minutos. Um exame oftalmológico deve ser considerado se a irritação ou dor persistir após a lavagem. Concentrações inferiores, como 2%, podem causar dano ocular com inflamação severa, lacrimejamento e edema (Poisindex, 2007  appud Anvisa 2007). Exposição dérmica Remover a roupa contaminada e lavar a área exposta com água e sabão. O médico deve examinar a pele, caso a irritação ou dor persistam (Poisindex, 2007). A dose tóxica no homem não foi claramente estabelecida. Cerca de 10% das soluções têm causado dermatite, quando administradas terapeuticamente e em 2% pode causar irritação ocular (Poisindex, 2007  appud Anvisa 2007). 

## Aspectos legais

### Definição
Os produtos desinfetantes são definidos por formulações que têm na sua composição substâncias microbicidas e apresentam efeito letal para microrganismos não esporulados, ao contrário do produto esterilizante que deve apresentar efeito letal para microrganismos esporulados (Brasil, 1988  appud Anvisa 2007). 

### Comercialização e uso
A Lei 6.360/76 estabelece que somente poderá extrair, produzir, fabricar, transformar, sintetizar, purificar, fracionar, embalar, reembalar, importar, exportar, armazenar ou expedir os produtos autorizados pelo Ministério da Saúde. Nenhum dos produtos de que trata esta Lei, poderá ser industrializado, exposto à venda ou entregue ao consumo antes de registrado no Ministério da Saúde (Brasil, 1996). 10 Para a obtenção do registro, o produto deve atender a requisitos específicos como a comprovação científica e de análises, quanto a sua segurança e eficácia para o uso a que se propõe, além de possuir identidade, atividade, qualidade, pureza e inocuidade necessárias (Brasil, 1977a  appud Anvisa 2007). 

#### Rotulagem e embalagem
Sobre a rotulagem é imprescindível constar as seguintes informações: nome do produto, classificação; classe de risco, restrições de uso, modo de uso (diluição de uso, tempo de contato, limitações de uso, cuidados para a conservação e avisos) princípio ativo, frases de advertência, lote e data de fabricação e prazo de validade, responsabilidade técnica e dados do fabricante. O Glutaraldeído deve seguir o ordenamento da Portaria nº. 15/88 que, além de atender as normas sobre embalagem e demais condições de rotulagem para os saneantes, determina as substâncias permitidas no país. São obrigatórias informações como o nome e composição do produto, sua classificação, frases relacionadas com a classe de risco, restrições de uso (uso hospitalar, uso profissional), modo de usar, incluindo a diluição de uso, tempo de contato, limitações do uso e cuidados para conservação, lote e data de fabricação, número de registro do produto e dados do responsável técnico (nome e inscrição no CRF/CRQ), dados do fabricante e as frases obrigatórias e de advertência (Brasil, 1988  appud Anvisa 2007). 

#### Infrações sanitárias
A inobservância das disposições definidas pelas legislações pertinentes ao produto, sugere infração sanitária, ficando os infratores, pessoas físicas e jurídicas, sujeitos às penalidades cabíveis definidos na forma da Lei nº. 6.437/77. Às infrações flagrantes, tais como alterações não autorizadas na rotulagem de produtos (que possam propiciar o seu mau uso ou o emprego incorreto às finalidades de uso) poderá ser aplicada medida de interdição cautelar de fabricação e comercialização. Provada e tipificada a infração no processo competente, será mantida a interdição até que o fabricante comprove a correção das irregularidades. A interdição será determinada quando as análises laboratoriais apontarem resultados insatisfatórios que impliquem na inaptidão das formulações para as finalidades de uso propostas. 11 A liberação da medida de interdição dependerá da comprovação laboratorial de que as irregularidades foram sanadas. As medidas aqui previstas não implicam, de modo algum, em prejuízo das penalidades impostas pelo julgamento das infrações cometidas (Brasil, 1977b  appud Anvisa 2007). 

#### Responsabilidade compartilhada
O Art. 2º da Portaria 802/98 define a cadeia dos produtos farmacêuticos e que esta abrange as etapas da produção, distribuição, transporte e dispensação. É, ainda, estabelecido que as empresas responsáveis em cada uma destas etapas são solidariamente responsáveis pela qualidade e segurança dos produtos farmacêuticos objetos de suas atividades específicas. Ou seja, a aquisição de produtos sem registro não exonera a responsabilidade da instituição de saúde que adquiriu o produto (Brasil, 1998  appud Anvisa 2007). 

## Produção
Pode ser produzido a partir da oxidação do 1,5-pentano diol, mas industrialmente, é produzido por reação contínua de alcoxidihidropirano a 200° C e 16 bar e a partir de dihidropiranos.
A loção glutarol (glutaraldeido a 10%) é usada para tratar verrugas de origem viral e tendem a manchar a área em contato com a loção até que se cesse o tratamento.